# سفاري (متصفح ويب)
سفاري (بالإنجليزية: Safari)‏ هو متصفح ويب من إنتاج شركة أبل التي تصدره مع نظام التشغيل الخاص بها ماك أو إس.

## التاريخ والتطور
حتى عام 1997، كانت أجهزة كمبيوتر ماكنتوش تاتي مع متصفحي الويب Netscape Navigator و Cyberdog فقط. تم تضمين متصفح إنترنت إكسبلورر لنظام التشغيل ماك لاحقًا كمتصفح الويب الافتراضي لنظام التشغيل ماك أو إس 8.1 والإصدارات الأحدث،  كجزء من اتفاقية لمدة خمس سنوات بين أبل ومايكروسوفت. خلال ذلك الوقت، أصدرت مايكروسوفت ثلاثة إصدارات رئيسية من إنترنت إكسبلورر لماك التي كانت مجمعة مع نظام التشغيل ماك أو إس 8 وماك أو إس 9، على الرغم من أن أبل واصلت لتشمل نافيجيتور نتسكيب كبديل. أصدرت مايكروسوفت في نهاية المطاف إصدار Mac OS X من Internet Explorer لنظام التشغيل Mac ، والذي تم تضمينه كمتصفح افتراضي في جميع إصدارات ماك أو إس إكس من ماك أو إس إكس DP4 حتى الإصدار ماك أو إس إكس v10.2.

### سفاري 1
في 7 يناير 2003، في معرض ماك وورلد سان فرانسيسكو، أعلن ستيف جوبز أن أبل قد صنعت متصفح الويب الخاصة بها، ودعا سفاري. كان يعتمد على مفترق أبل الداخلي لمحرك التقديم كيه إتش تي إم إل المسمى ويب كيت. أصدرت الشركة النسخة التجريبية الأولى، المتوفرة فقط لنظام التشغيل ماك أو إس. وتبع ذلك عدد من الإصدارات التجريبية الرسمية وغير الرسمية، حتى تم إصدار الإصدار 1.0 في 23 يونيو 2003. في البداية فقط كان متوفر كبرنامج منفصل لنظام التشغيل ماك أو إس إكس 10.2، تم اضافه سفاري مع ماك أو إس إكس v10.3 في 24 أكتوبر 2003، كمتصفح افتراضي، مع تضمين إنترنت إكسبلورر لنظام التشغيل ماك كمتصفح بديل فقط. الإصدار 1.0.3، الذي صدر في 13 أغسطس 2004، وكان آخر إصدار لدعم نظام التشغيل ماك أو إس إكس 10.2، في حين أن 1.3.2، الذي صدر في 12 يناير 2006، وكان آخر إصدار لدعم نظام التشغيل ماك أو إس إكس 10.3. ومع ذلك، تلقى 10.3 تحديثات الأمان حتى عام 2007.

## الأمان

### الإضافات
تحتفظ أبل بقائمة سوداء للمكونات الإضافية يمكنها تحديثها عن بُعد لمنع تشغيل المكونات الإضافية التي يحتمل أن تكون خطرة أو ضعيفة على سفاري. في البداية، حظرت أبل إصدارات فلاش وجاڤا في الإصدارات السابقة من سفاري. بدءًا من إصدار سفاري 14، تم إسقاط دعم أدوبي فلاش بلاير تمامًا.

### الترخيص
يحتوي الترخيص على شروط مشتركة ضد الهندسة العكسية والنسخ والترخيص الفرعي، باستثناء الأجزاء المفتوحة المصدر، وأنها تتخلى عن الضمانات والمسؤولية.
تتعقب أبل استخدام المتصفح. ولا يجوز لمستخدمي الويندوز إلغاء الاشتراك في التتبع نظرًا لأن ترخيصهم يحذف شرط الافتتاح. يمكن للمستخدمين الآخرين إلغاء الاشتراك، ويمكن لجميع المستخدمين إلغاء الاشتراك في تتبع الموقع من خلال عدم استخدام خدمات الموقع. إذا اخترت السماح بجمع التشخيص والاستخدام، فأنت توافق على أنه يجوز لشركة أبل والشركات التابعة لها ووكلائها جمع... معلومات الاستخدام والمعلومات ذات الصلة... لتوفير... خدمات لك (إن وجدت) تتعلق ببرامج أبل... في شكل لا يحدد هويتك شخصيًا... يجوز لشركة أبل أيضًا تزويد أي شريك أو مطور تابع لجهة خارجية بمجموعة فرعية من معلومات التشخيص ذات الصلة ببرنامج ذلك الشريك أو المطور... أبل وشركائها، المرخص لهم، يجوز لمطوري وموقع الويب التابعين لجهات خارجية نقل بيانات الموقع الخاصة بك وجمعها وصيانتها ومعالجتها واستخدامها... واستعلامات البحث عن الموقع... في نموذج لا يحدد هويتك الشخصية... يمكنك سحب هذه الموافقة في أي وقت..".
في سبتمبر 2017 أعلنت شركة آبل أنها ستستخدم الذكاء الاصطناعي (الذكاء الاصطناعي) للحد من قدرة المعلنين على تتبع مستخدمي سفاري أثناء تصفحهم للويب. سيتم السماح بملفات تعريف الارتباط المستخدمة للتتبع لمدة 24 ساعة، ثم تعطيلها، ما لم يكن الذكاء الاصطناعي القضاة يريد المستخدم ملف تعريف الارتباط. واعترضت المجموعات الإعلانية الرئيسية قائلة إنها ستحد من الخدمات المجانية التي تدعمها الإعلانات، في حين أشاد خبراء آخرون بالتغيير.

## متطلبات النظام

### معمارية 64 بت
يتم تجميع إصدار سفاري المضمنة في ماك أو إس إكس v10.6 (والإصدارات الأحدث) لمعمارية 64 بت. تدعي أبل أن تشغيل سفاري في وضع 64 بت سيزيد من سرعات التقديم بنسبة تصل إلى 50٪.

## الانتقادات

### عدم اعتماد المعايير الحديثة
بينما كان سفاري رائدًا للعديد من ميزات HTML5 القياسية الآن (مثل Canvas API) في سنواته الأولى، فقد تعرض للهجوم لفشل في مواكبة بعض تقنيات الويب الحديثة. منذ عام 2015، سمحت آي أو إس بتثبيت متصفحات الويب التابعة لجهات خارجية بما في ذلك كروم وفايرفوكس وأوبيرا ومايكروسوفت إيدج؛ ومع ذلك، فإنهم جميعًا مجبرون على استخدام محرك متصفح WebKit الأساسي، ويرثون حدوده.

## برنامج مطور سفاري
كان برنامج مطور سفاري برنامج مجاني للكتابة أضافات المتصفح ومواقع HTML5. حيث يسمح للمستخدم بتطوير الاضافات لمتصفح الويب سفاري. منذ عرض WWDC 2015 اعلنت ابل انه أصبح جزء من برنامج مطوري أبل الموحد، والذي يكلف 99 دولارًا سنويًا.

## سفاري في نظام ويندوز
في عام 2007 خلال مؤتمر آبل العالمي للمطورين أعلن ستيف جوبز المدير التنفيذي لشركة آبل عن توفير نسخة تجريبية في مرحلة البيتا لبرنامج سفاري الإصدار 3.0 لتعمل على نظام ويندوز. والنسخة النهائية أصبحت متصفح الإنترنت الافتراضي لنظام ماك أو إس والنسخة التجريبية المتوافقة مع نظام ويندوز تم إخراجها في 11 يونيو 2007. يحتوي سفاري على دفتر ينظم بطريقة تشبه الطريقة التي ينظم بها مشغل الموسيقى آي تيونز الموسيقى كما يأتي معه أيضًا مشغل الموسيقى كويك تايم ويمكنه التعامل بواسطته بميزة التبويبات التي تمكنك من فتح عدة صفحات في متصفح واحد ويعتبر المكون شريط بحث جوجل مكونًا قياسيًا في واجهة سفاري وكذلك يقدم سفاري خدمة ملء الصفحة تلقائيًا والتدقيق الاملائي عند كتابة أي نص خلال تصفحك الويب والتحكم في كلمة المرور عن طريق تقنية سلاسل المفاتيح ويتضمن المتصفح أيضًا مانع للمنبثقات وكذلك أُرفق المتصفح ببرنامج يمكنك من تصفح الكائنات الأخرى الموجودة في الإنترنت والوورد وأكسل والبي دي اف

## وصلات خارجية
- الموقع الرسمي